# Sandrine Hennart
Sandrine Hennart est née le 12 décembre 1972 à Tournai, est une athlète belge spécialiste du saut en longueur. Elle est affiliée au Royal Union Sportive Tournai Athlétisme (R.U.S.T.A.)

## Biographie
Détentrice en juin 1996, du record de Belgique du saut en longueur avec 6 m 63. Elle le gardera jusque en août 2019 soit plus de 23 ans. En 2024, elle se distingue en battant par deux fois le record du monde de la longueur W50, c'est-à-dire des vétérans ( masters) de plus de 50 ans. Le 23 juin 2024, elle effectue ce record du monde à Forest (1190 Bruxelles, Belgique) dans le cadre du Grand Prix de la Forestoise dans le Stade Bertelson. Elle y effectue un bond de 5m72.

## Palmarès
- Médaille de bronze au saut en longueur aux Championnats du monde juniors d'athlétisme 1990.